# Lista de primeiros-ministros da Guiné-Bissau

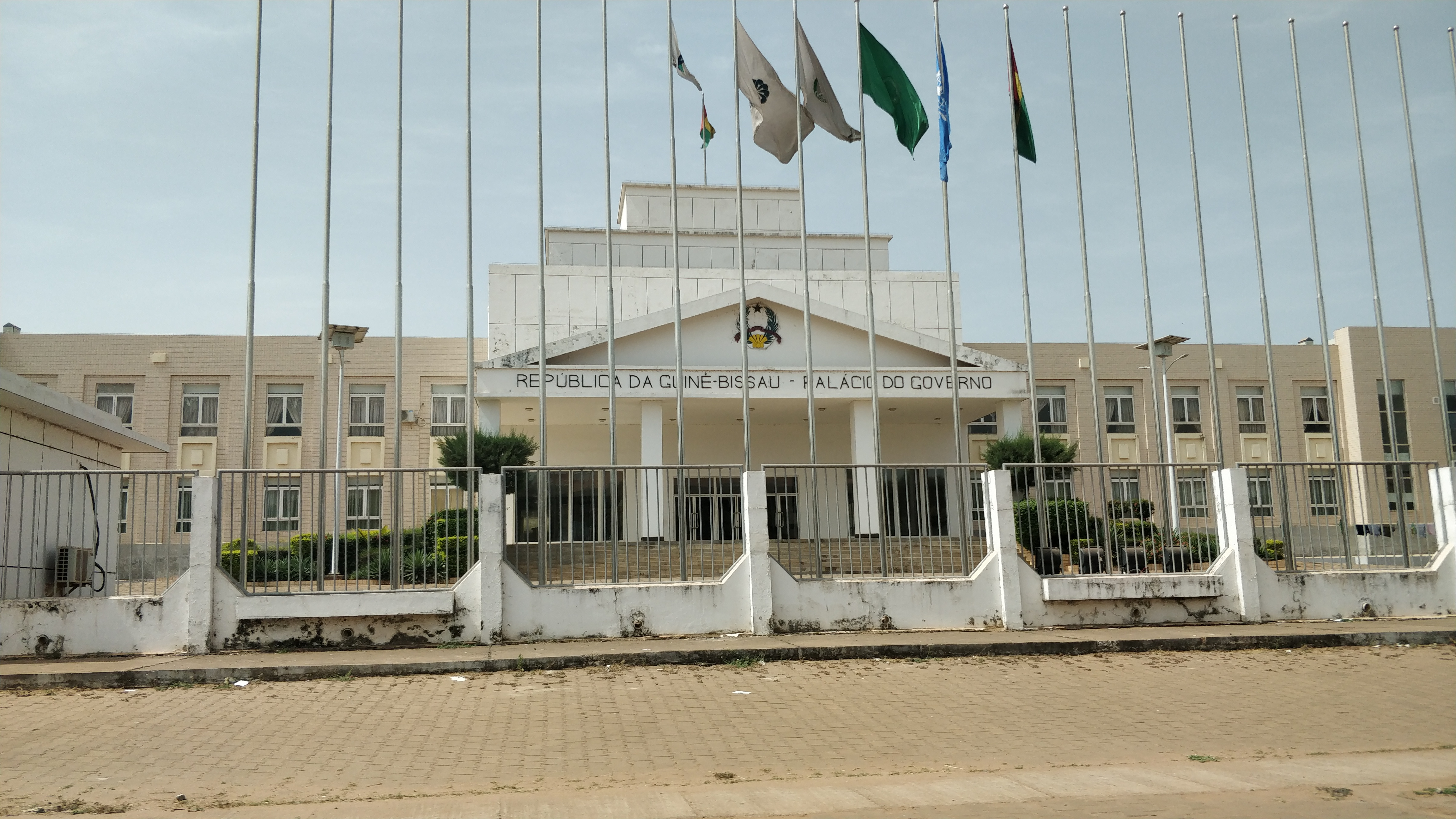
Palácio do Governo da República da Guiné-Bissau.

Esta é uma lista de primeiros-ministros da Guiné-Bissau. O cargo corresponde ao chefe de governo na estrutura política desse país africano.
| Ordem | Ordem | Nome                                | Mandato                 | Mandato                 |
| ----- | ----- | ----------------------------------- | ----------------------- | ----------------------- |
| 1     | 1     | Francisco Mendes                    | 24 de setembro de 1973  | 7 de julho de 1978      |
| 2     | 2     | Constantino Teixeira                | 7 de julho de 1978      | 28 de setembro de 1978  |
| 3     | 3     | João Bernardo Vieira                | 28 de setembro de 1978  | 14 de novembro de 1980  |
| n/a   | n/a   | vacante                             | 14 de novembro de 1980  | 14 de maio de 1982      |
| 4     | 4     | Victor Saúde Maria                  | 14 de maio de 1982      | 10 de março de 1984     |
| n/a   | n/a   | cargo extinto                       | 10 de março de 1984     | 27 de dezembro de 1991  |
| 5     | 5     | Carlos Correia                      | 27 de dezembro de 1991  | 26 de outubro de 1994   |
| 6     | 6     | Manuel Saturnino da Costa           | 26 de outubro de 1994   | 6 de junho de 1997      |
| 7     | (5)   | Carlos Correia                      | 6 de junho de 1997      | 3 de dezembro de 1998   |
| 8     | 8     | Francisco Fadul                     | 3 de dezembro de 1998   | 19 de fevereiro de 2000 |
| 9     | 9     | Caetano N'Tchama                    | 19 de fevereiro de 2000 | 19 de março de 2001     |
| 10    | 10    | Faustino Imbali                     | 21 de março de 2001     | 9 de dezembro de 2001   |
| 11    | 11    | Alamara Nhassé                      | 9 de dezembro de 2001   | 17 de novembro de 2002  |
| 12    | 12    | Mário Pires                         | 17 de novembro de 2002  | 14 de setembro de 2003  |
| 13    | 13    | Artur Sanhá                         | 28 de setembro de 2003  | 10 de maio de 2004      |
| 14    | 14    | Carlos Gomes Júnior                 | 10 de maio de 2004      | 2 de novembro de 2005   |
| 15    | 15    | Aristides Gomes                     | 2 de novembro de 2005   | 13 de abril de 2007     |
| 16    | 16    | Martinho Ndafa Kabi                 | 13 de abril de 2007     | 5 de agosto de 2008     |
| 17    | (5)   | Carlos Correia                      | 5 de agosto de 2008     | 2 de janeiro de 2009    |
| 18    | (14)  | Carlos Gomes Júnior                 | 2 de janeiro de 2009    | 10 de fevereiro de 2012 |
| 19    | 19    | Adiato Djaló Nandigna (interina)    | 10 de fevereiro de 2012 | 12 de abril de 2012     |
| 20    | 20    | Rui Duarte de Barros (de transição) | 16 de maio de 2012      | 3 de julho de 2014      |
| 21    | 21    | Domingos Simões Pereira             | 3 de julho de 2014      | 20 de agosto de 2015    |
| 22    | 22    | Baciro Djá                          | 20 de agosto de 2015    | 17 de setembro de 2015  |
| 23    | (5)   | Carlos Correia                      | 17 de setembro de 2015  | 27 de maio de 2016      |
| 24    | (22)  | Baciro Djá                          | 27 de maio de 2016      | 18 de novembro de 2016  |
| 25    | 25    | Umaro Sissoco Embaló                | 18 de novembro de 2016  | 30 de janeiro de 2018   |
| 26    | 26    | Artur Silva                         | 30 de janeiro de 2018   | 16 de abril de 2018     |
| 27    | 27    | Aristides Gomes                     | 16 de abril de 2018     | 3 de julho de 2019      |
| 28    | (21)  | Domingos Simões Pereira             | 3 de julho de 2019      | 27 de julho de 2019     |
| 29    | (15)  | Aristides Gomes                     | 27 de julho de 2019     | 31 de outubro de 2019   |
| 30    | (10)  | Faustino Imbali                     | 31 de outubro de 2019   | 8 de novembro de 2019   |
| 31    | (15)  | Aristides Gomes                     | 8 de novembro de 2019   | 28 de fevereiro de 2020 |
| 32    | 32    | Nuno Nabian                         | 29 de fevereiro de 2020 | 7 de agosto de 2023     |
| 33    | 33    | Geraldo Martins                     | 8 de agosto de 2023     | 19 de dezembro de 2023  |
| 34    | (20)  | Rui Duarte de Barros                | 20 de dezembro de 2023  | 6 de agosto de 2025     |
| 35    | 35    | Braima Camará                       | 7 de agosto de 2025     | atualidade              |